# Louis de Sebille
Louis de Sébille (Bergen, 8 januari 1794 - Binche, 3 augustus 1837) was lid van het Belgisch Nationaal Congres.

## Levensloop
Sebille was onderluitenant in de cavalerie van de Grande Armée en werd gekwetst in Leipzig en Waterloo.
Hij werd verkozen tot lid van het Nationaal Congres voor het arrondissement Thuin. Hij deed geen enkele tussenkomst in de openbare zittingen. Hij stemde voor de eeuwigdurende uitsluiting van de Nassaus. Als kandidaat-koning stemde hij voor de hertog van Leuchtenberg. Wanneer voor een regent moest gekozen worden, gaf hij de voorkeur aan Félix de Mérode boven Surlet de Chokier. Hij stemde uiteindelijk voor Leopold van Saksen Coburg en voor de aanvaarding van het Verdrag der XVIII artikelen
Verder werd hij kolonel van de burgerwacht, schepen van Binche en vrederechter.